# NGC 6132
NGC 6132 (другие обозначения — IC 4602, UGC 10363, MCG 2-42-2, ZWG 80.20, IRAS16213+1153, PGC 58002) — галактика в созвездии Геркулес.
Этот объект входит в число перечисленных в оригинальной редакции «Нового общего каталога».